# 주위
열역학에서 주위(surrounding)란 계 밖의 우주의 나머지 부분을 뜻한다. 이때 계(system)란, 어떤 특정한 실험을 수행할 때 직접 관심의 대상이 되는 우주의 한 부분을 뜻한다. 즉, 주위는 다른 말로 계가 에너지 및 물질을 주고받을 수 있는 우주의 나머지 부분이라고도 할 수 있을 것이다. 이때 우주는 열역학적 우주(thermodynamic universe)를 의미하고 이것은 계와 주위를 합한 것이다. 계에서 어떤 과정이 진행되면 이 계의 성질의 변화가 일어나는 데 이때 변화시키는 외부의 힘을 제공하는 것이 주위이다.
어떤 계의 열역학 상태를 변화시키는 열역학 과정(thermodynamic process)에서는 계와 주위 사이에 물질 및 에너지 교환이 있는데 이때 과정은 계의 상태를 변화시키는 것이므로 그 과정은 항상 평형 상태에 있는 계에서 시작되어야 하고 또 그 계가 또다른 평형 상태에 도달했을 때 끝이 나야 한다.
내부에너지를 U, 열을 q, 일정한 압력 하에서 전달되는 열을 qP, 일을 w라 하면 열역학 제1법칙은 ΔU=q+w로 표현된다. 이때 만일 외부압력이 변하지 않고 계가 외부에 행한 일이 전부 압력-부피 일이라면 
ΔU=qP+w=qP-PsurrΔV
가 성립한다. 이때 외부압력이 계의 내부압력 P와 같다고 하면 
ΔU=qP-PΔV
qP=ΔU+PΔV
qP=Δ(U+PV)
이때 우변의 U+PV를 엔탈피(enthalpy) H라고 정의한다. 이때 엔탈피는 어떤 물질이 가지고 있는 고유한 총 에너지 함량이라고도 생각할 수 있다. 그렇기 때문에 화학 반응이 일어나면 엔탈피도 변하게 된다. 계의 엔탈피가 감소하는 반응을 발열반응, 그리고 계의 엔탈피가 증가하는 반응을 흡열반응이라 한다.
엔탈피와 더불어 이러한 화학 반응에서 중요한 것이 엔트로피가 있는데 이것은 무질서도의 척도로 ΔH/T로 표현된다. 이때 열역학 제2법칙은 자연계에서 일어나는 모든 자발적 반응은 우주 전체의 엔트로피가 증가하는 방향으로 일어난다는 것이다. 그러면
ΔSuniv=ΔSsys+ΔSsurr
흡열 반응의 경우 계의 배열은 무질서해지므로 ΔSsys>0이 되고 발열 반응의 경우 계의 배열은 조금 더 질서있어지므로 ΔSsys<0이 된다.
이때 흡열반응에서 계가 주위의 열을 빼앗아가는 것이므로 ΔSsurr<0이고, 반대로 발열반응에서는 ΔSsurr>0이 된다. 즉, 
ΔSsurr∝(-∆Hsys)
또한 온도가 높을 때에는 이미 무질서도가 매우 큰 상태이므로 계에서 화학반응이 일어나고 주위의 엔트로피변화는 크지 않다. 그러나 온도가 낮을 때에는 무질서도의 변화 비율이 크게 된다. 즉,
ΔSsurr∝1/T
그러므로
ΔSsurr=-∆Hsys/T
이때 계의 엔트로피 변화와 주위의 엔트로피 변화를 모두 알기 어렵기 때문에 반응의 자발성을 알기 위해서 새로운 상태함수인 H-TS로 정의되는 자유에너지 G를 생각하자.
ΔSuniv=ΔSsys+ΔSsurr
이때 ΔSsurr=-ΔH/T를 대입하면
ΔSuniv=ΔSsys-ΔHsys/T
양변에 -T를 곱하면
-TΔSuniv=ΔHsys-TΔSsys
ΔG=ΔHsys-TΔSsys
이므로
-TΔSuniv=ΔHsys-TΔSsys=ΔG
∴∆G=-T∆Suniv
자발적 반응은 ΔSuniv>0일 때 일어나므로 ΔG<0일 때 반응은 자발적이 된다.

## 같이 보기
- 거리
- 근방
- 사회환경
- 프록시믹스